# Sheila Hollins, Baroness Hollins

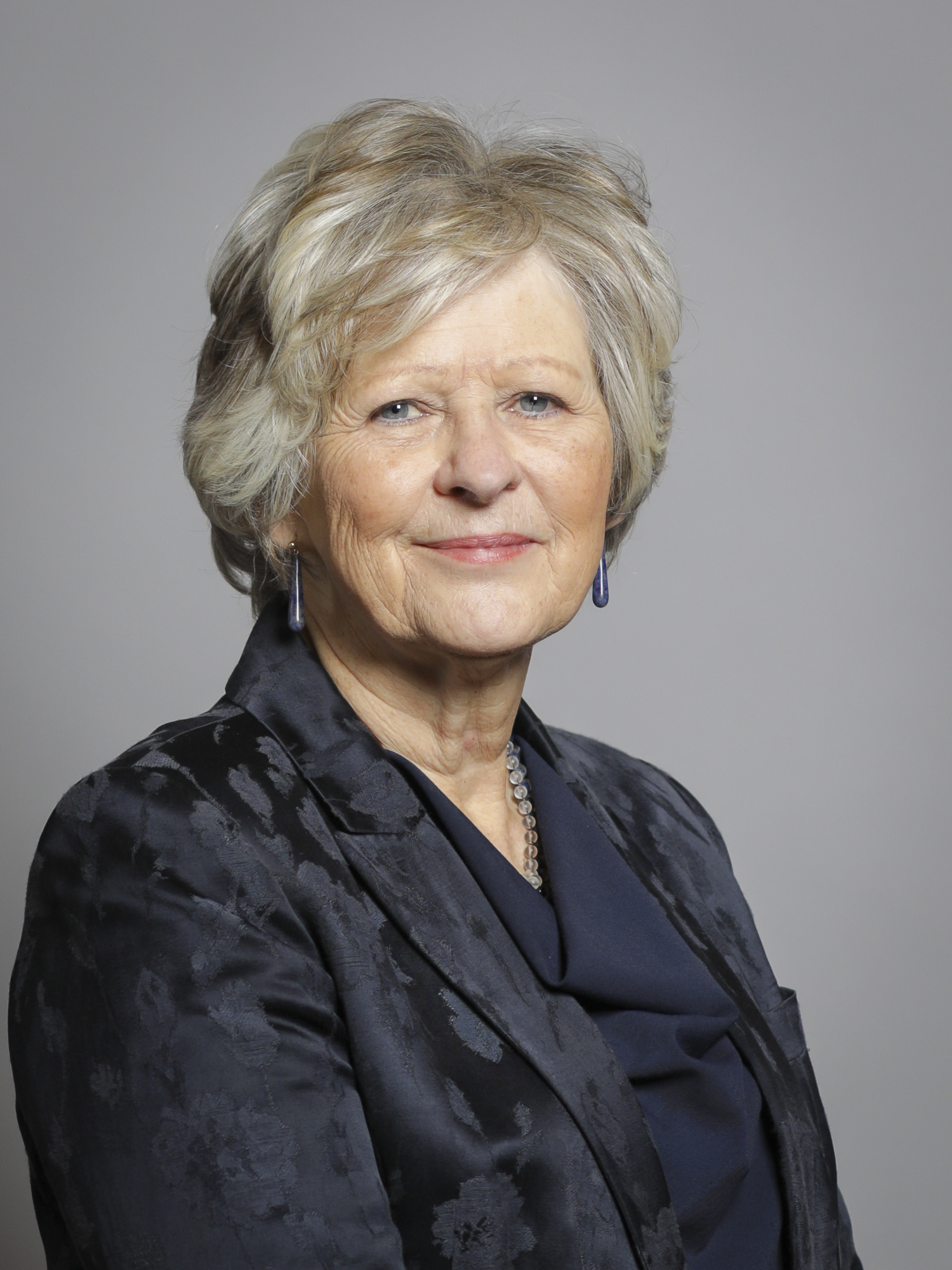
Sheila Hollins, Baroness Hollins

Sheila Clare Hollins, Baroness Hollins, (* 22. Juni 1946) ist eine britische Psychiaterin, Hochschullehrerin und Politikerin.

## Leben
Hollins wurde als Tochter des späteren Captain Adrian Morgan Kelly (1915–1995) und dessen Ehefrau Monica Dallas Edwards geboren. Ihr Vater stammte aus Bristol. Sie besuchte die Notre Dame High School, eine katholische Mädchenschule, in Sheffield.
Hollins absolvierte ihre Ausbildung als Ärztin an der St Thomas’ Hospital Medical School in London. Dort schloss sie ihr Studium mit einem Bachelor of Medicine, Bachelor of Surgery (MBBS; Medicinae Baccalaureus/Baccalaureus Chirurgiae) ab.
Sie praktizierte nach Abschluss ihres Studiums zunächst als Allgemeinärztin und Hausärztin in South London; sie verlegte dann jedoch ihren Tätigkeitsschwerpunkt auf die Kinderpsychiatrie. Sie war von 1979 bis 1981 Assistenzärztin (Senior Registrar) an der Earls Court Child Guidance Clinic und am Westminster Children’s Hospital.
Seit 1981 war sie an der St George’s, University of London, der Medizinischen Fakultät der University of London, als Ärztin und Hochschullehrerin tätig. Sie war zunächst (seit 1981) Außerordentliche Professorin (Senior Lecturer) für Kinderpsychiatrie mit dem Schwerpunkt Lernbehinderungen an der St George’s Hospital Medical School. Seit 1990 war sie Professorin für Psychiatrie (Psychiatry of Disability). Sie war von 1986 bis 2002 Vorstand des Instituts für Psychiatrie (Department of Psychiatry of Disability). Außerdem war sie von 2002 bis 2005 Leiterin des Fachbereichs Psychiatrie (Chair of the Division of Mental Health). 2006 ging sie in den Ruhestand. Hollins ist nunmehr Emeritierte Professorin an der St George’s University of London.
Während ihrer Hochschullaufbahn wurde Hollins zweimal (1993–1994; 2001–2003) als Leitende Beraterin (Senior Policy Advisor) für die Schwerpunktbereiche Lernbehinderungen und Autismus an das Britische Gesundheitsministerium, das National Department of Health, abgeordnet. Sie war außerdem Mitglied der Minister’s Advisory Group on Learning Disability (1999–2001).
Hollins war mit dem Eintritt in den Ruhestand insgesamt fast 30 Jahre als Fachärztin für Kinderpsychiatrie tätig. Sie untersuchte als Wissenschaftlerin die klinischen und sozialen Aspekte der geistigen und körperlichen Gesundheit von Menschen mit Lernbehinderungen, mit den besonderen Schwerpunkten Trauerarbeit und Tod, Palliative Care und sexueller Missbrauch. Parallel zu ihrer wissenschaftlichen Tätigkeit war sie von 1982 bis 2006 außerdem in South West London als Fachärztin für Psychiatrie (Consultant Psychiatrist) tätig. Ihre Forschungsergebnisse haben Lehre und medizinische Praxis entscheidend beeinflusst.
Sie war Mitglied in zahlreichen nationalen Beratungsgremien, so der National Learning Disability Taskforce (2001–2004) und der Independent Inquiry into Access to Healthcare for People with Learning Disabilities (2007). Sie war von 2005 bis 2008 Präsidentin (President) des Royal College of Psychiatrists; seit 2003 war sie dort bereits Vize-Präsidentin gewesen.
Seit 2008 ist sie Vorsitzende der Euro Steering Group der Weltgesundheitsorganisation (WHO) mit dem Ziel, eine allgemeinverbindliche Erklärung und einen Aktionsplan für die Gesundheit von Kindern und jungen Erwachsenen mit Lernbehinderungen auszuarbeiten.
Von Juni 2011 bis Juni 2012 war sie Präsidentin der British Medical Association.
Sie ist weiters Vorsitzende (Chair) von Beyond Words, einer Interessengemeinschaft und Hilfsorganisation, die den Einsatz von Bildern und Fotografien fördert, um auf diesem Weg mit Menschen mit Lernbehinderungen und mit des Lesens unkundigen jungen Menschen über ihre Gesundheit und ihr Wohlbefinden zu sprechen.

## Mitgliedschaft im House of Lords
Am 15. November 2010 wurde Hollins zum Life Peer ernannt. Sie trägt den Titel Baroness Hollins, of Wimbledon in the London Borough of Merton and of Grenoside in the County of South Yorkshire. Im House of Lords sitzt sie als Crossbencher.
Ihre Ernennung zum Life Peer war am 5. Oktober 2010 von der Ernennungskommission des Oberhauses, der House of Lords Appointments Commission, bekanntgegeben worden. Die Ernennung würdigt Hollins’ Verdienste und ihren wissenschaftlichen Beitrag zu den Themen geistige Gesundheit und Lernbehinderungen in Großbritannien.
Zu ihren politischen Interessengebieten gehören die Gesundheitspolitik und die Sozialfürsorge, die Wohlfahrtspflege, die Reform des Gesundheitswesens und die Wahrung von Menschenrechten bei Menschen mit Lernbehinderungen.

## Veröffentlichungen
Hollins veröffentlichte mehrere Bücher mit den Themenschwerpunkten geistige Gesundheit (Mental Health) und Lernbehinderungen, unter anderem Mental Handicap: A Multi Disciplinary Approach (Herausgeberin, mit M. Craft, J. Bicknell, 1985), Going Somewhere - Pastoral Care for People with Mental Handicap (mit M. Grimer, 1988), Understanding Depression in People with Learning Disabilities (mit J. Curran, 1996) und  Understanding Grief (mit L. Sireling, 1999).
Zu ihren bekanntesten Veröffentlichungen gehören die Books Beyond Words, eine Buchreihe zu den Themen Gesundheit und Gesellschaft, für Erwachsene mit Leseschwäche. Sie ist Herausgeberin und Co-Autorin von über 30 Büchern der Books Beyond Words-Reihe: When Dad Died und When Mum Died (zwei Bücher mit L. Sireling, 1990), Jenny Speaks Out (mit V. Sinason, 1992), Bob Tells All (mit V. Sinason, 1992), Hug Me, Touch Me (1994), Getting on With Epilepsy (mit J. Bernal, 1999), George Gets Smart (mit M. Flynn und P. Russell, 2001), Mugged (mit V. Sinason, 2002) und Am I Going to Die? (mit I. Tuffrey, 2009).
Das Buch You and Your Child: Making Sense of Learning Disability (2005) verfasste sie gemeinsam mit ihrem Ehemann, dem Pädagogen und Erziehungswissenschaftler Michael Hollins.
Hollins ist weiters Autorin von zahlreichen wissenschaftlichen, dem Peer-Review-Verfahren unterzogenen Aufsätzen und Fachpublikationen zu den Themen psychische Gesundheit und Lernbehinderungen.

## Auszeichnungen, Ehrungen und Mitgliedschaften
Sie ist Ehrenvorsitzende (Honorary Chair)  des Instituts für Theologie und Religion (Department of Theology and Religion) an der University of Durham.
Sie ist Fellow des Royal College of Psychiatrists (1998), Mitglied des Royal College of Psychiatry (seit 1978), Fellow des Royal College of Paediatrics and Child Health, Fellow des Royal College of Physicians, Fellow der Royal Society of Medicine und Fellow der Medical Women’s Federation.

## Privates
Sheila Hollins ist seit 1969 mit Martin Prior Hollins (* 1944) verheiratet. Aus der Ehe gingen vier Kinder hervor, ein Sohn und drei Töchter. Ihre älteste Tochter ist ebenfalls Psychiaterin. Zu ihren Hobbys zählt Hollins die Familie, Spazierengehen und Musik.